# Oberschöneberg

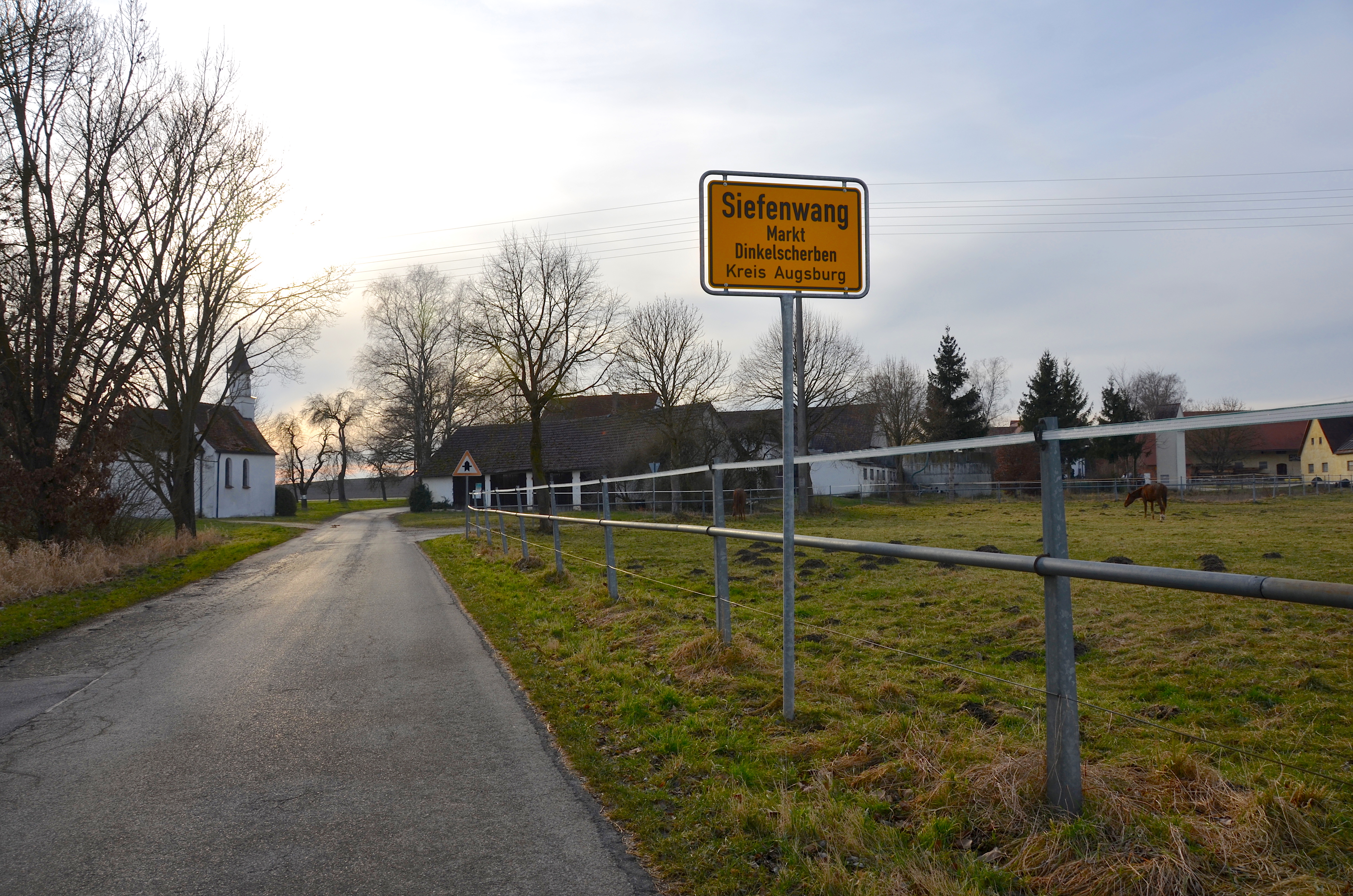
Der Weiler Siefenwang (Oberschöneberg)

Oberschöneberg ist ein Pfarrdorf und Ortsteil des Marktes Dinkelscherben im schwäbischen Landkreis Augsburg in Bayern, Deutschland.

## Lage und Zugehörungen
Oberschöneberg befindet sich in der Reischenau. Oberschöneberg und Reischenau liegen an der Kreisstraße A 14, die von der Staatsstraße St 2027 nach Breitenbronn führt. Die Staatsstraße 2027 verläuft unmittelbar nordwestlich von Oberschöneberg. Zur Gemarkung gehören die Dörfer Reischenau, Saulach und Stadel und der Weiler Siefenwang.

## Geschichte
Bis 1803 übte das Domstift Augsburg die Ortsherrschaft aus. 1862 bis 1929 gehörte Oberschöneberg zum Bezirksamt Zusmarshausen und ab 1929 zum Bezirksamt Augsburg, das ab 1939 dann als Landkreis Augsburg bezeichnet wurde.
Oberschöneberg mit seinen Ortsteilen war eine selbstständige Gemeinde und wurde im Zuge der Gebietsreform in Bayern am 1. Mai 1978 in den Markt Dinkelscherben eingemeindet.

## Pfarrei
Die katholische Pfarrei St. Ulrich in Oberschöneberg gehört zum Dekanat Augsburg-Land im Bistum Augsburg. Zur Pfarrei gehören auch Reischenau, Saulach, Siefenwang und Stadel.

## Persönlichkeiten
- Josef Miller (* 12. Juli 1947 in Oberschöneberg), deutscher Politiker (CSU)